# Davie Baird
David „Davie“ Baird (* 4. März 1869 in Edinburgh; † 19. März 1946) war ein schottischer Fußballspieler. Der auf der Position des Stürmers spielende Baird war fünfzehn Jahre für Heart of Midlothian aktiv und gewann als bis dato einziger Hearts-Spieler in der Vereinsgeschichte dreimal den schottischen Pokal. Neben drei Erfolgen im Pokal gewann er zudem mit den Hearts zwei Meisterschaften. 

## Karriere

### Verein
Davie Baird wurde im Jahr 1869 in der schottischen Hauptstadt Edinburgh, im Stadtteil Silvermills geboren. In seiner Jugend spielte er für den Stadtteilverein Dalry Primrose. Im Jahr 1888 wechselte er zu Heart of Midlothian, neben Hibernian Edinburgh größter Verein der Stadt. Die nächsten 15 Jahre sollte Baird bei den Hearts verbringen. Die Hearts feierten in dieser Zeit die größten Erfolge in der Klubgeschichte.
Im Jahr 1891 erreichte er mit den Hearts zum ersten Mal in der Vereinsgeschichte das Finale. Dieses wurde mit 1:0 durch ein Tor von Willie Mason gegen den FC Dumbarton gewonnen. Die erstmals ausgetragene schottische Meisterschaft im gleichen Jahr gewann der FC Dumbarton zusammen mit den Glasgow Rangers.
In der Saison 1893/94 holte Baird mit den Hearts die bis dahin beste Platzierung als Vizemeister hinter Celtic Glasgow. Die Platzierung wurde später mit der erstmals gewonnenen Meisterschaft übertroffen.
In der Pokalsaison 1895/96 sicherte sich die Hearts den zweiten Titel nach 1891, als man im Finale die Rivalen von Hibernian im Edinburgh Derby mit 3:1 schlug. Baird erzielte dabei einen Treffer.
1897 kam die zweite Meisterschaft hinzu. Dabei stellte sein Mannschaftskamerad Willie Taylor den Torschützenkönig.
Im Jahr 1901 wurde zum dritten Mal das Endspiel im Pokal erreicht. Im Finale schlug die Mannschaft von Baird Celtic mit 4:3. Zwei Jahre später unterlagen die Hearts 1903 gegen die Rangers im 2. Wiederholungsfinale mit 0:2. Für die Hearts war es damit im vierten Endspiel nach 1891, 1896 und 1901 die erste Finalniederlage.
Nach 140 Ligaspielen und 49 Toren verließ er am Ende der Saison 1902/03 die Hearts nach fünfzehn Jahren. In der Spielzeit darauf war er für ein Jahr für den Erstligaaufsteiger FC Motherwell aktiv.
Nach seinem Karriereende als Spieler 1904, war Baird zwischen 1926 and 1936 Direktor bei Heart of Midlothian.

### Nationalmannschaft
Davie Baird spielte zwischen 1890 und 1892 dreimal für die schottische Nationalmannschaft. Er debütierte für die Bravehearts am 29. März 1890 bei einem 4:1-Auswärtssieg gegen Irland in Belfast während der British Home Championship 1889/90. Den Turniersieg teilten sich am Ende der Austragung England und Schottland.
Mit der Nationalmannschaft nahm er insgesamt dreimal an der British Home Championship teil (1889/90, 1890/91 und 1891/92).
In seinem letzten Länderspiel, das im Heimstadion der Hearts dem Tynecastle Park stattfand, erzielte er gegen Wales sein einziges Tor im Trikot der schottischen Nationalmannschaft.

## Erfolge
mit Heart of Midlothian
- Schottische Meisterschaft (2): 1895, 1897
- Schottischer Pokalsieger (3): 1891, 1896, 1901

mit Schottland
- British Home Championship (1): 1890